# Kék zaj

Blue spectrum (+3.01 dB/octave)

A kék zajt azúrkék zajnak is nevezik. Kék zajról akkor beszélünk, amikor a zajszint a frekvencia növekedésével növekszik.
Ha hangfrekvenciás eszközben, vagy hanghordozón keletkezik kék zaj, akkor magas hangú sistergés, sziszegés hallatszik a hangszóróból.
Tranzisztoros erősítőkapcsolásokban ez a zajtípus kis mértékben mindig jelen van.

## Jellemzői
A kék zaj teljesítménysűrűsége {\displaystyle 10\log _{10}2=3,01} dB-lel növekszik oktávonként a frekvencia növekedésével (f-vel arányos sűrűség).
A számítógépes grafikában a "kék zaj" kifejezést néha lazábban használják, minden olyan zajra értik, amely minimális alacsony frekvenciájú összetevőket tartalmaz, és nincsenek koncentrált energiacsúcsok. Ez jó zaj lehet a ditheringhez.
10 s kék zaj

Probléma esetén lásd:Médiafájlok kezelése.

## Előfordulása
A retinasejtek kék-zajszerű mintázatban helyezkednek el, ami jó vizuális felbontást biztosít.
A kék zaj természetben előforduló példája a Cserenkov-sugárzás. A teljesítménysűrűség lineárisan növekszik a frekvenciával, olyan spektrumtartományokban, ahol a közeg törésmutatójának permeabilitása megközelítőleg állandó. A pontos sűrűségspektrumot a Frank–Tamm-képlet adja meg. Ebben az esetben a frekvenciatartomány végessége annak a tartománynak a végességéből adódik, amelyen belül egy anyag törésmutatója egységnél nagyobb lehet. A Cserenkov-sugárzás szintén élénk kék színben jelenik meg ezen okok miatt.

## Fordítás
Ez a szócikk részben vagy egészben  a   Colors of noise című angol Wikipédia-szócikk fordításán alapul.  Az eredeti cikk szerkesztőit annak laptörténete sorolja fel. Ez a jelzés csupán a megfogalmazás eredetét és a szerzői jogokat jelzi, nem szolgál a cikkben szereplő információk forrásmegjelöléseként.